# Guillaume Jacques Abraham Bosch Reitz

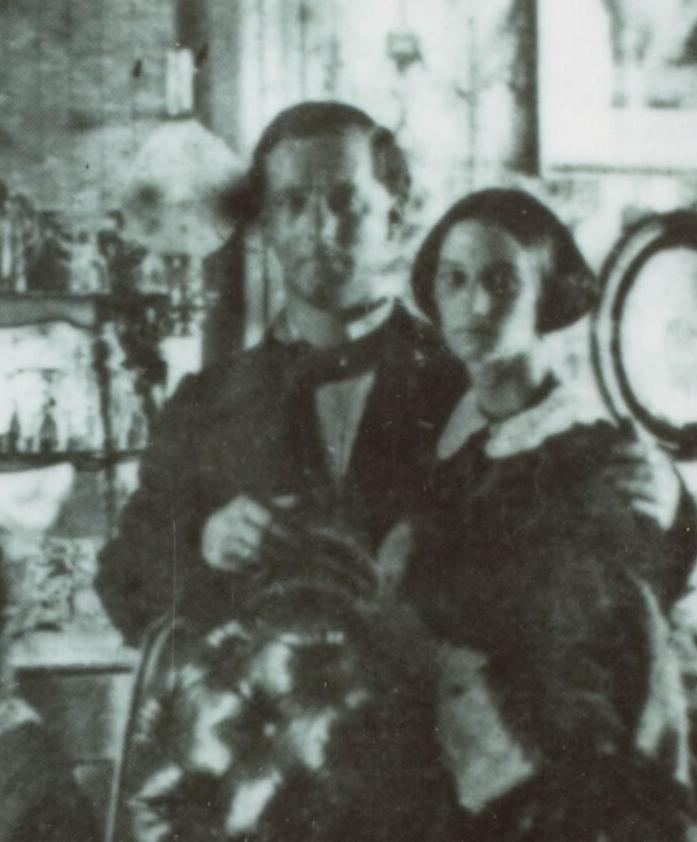
G.J.A. Bosch Reitz met echtgenote (1860)

Guillaume Jacques Abraham Bosch Reitz (Breukelen, 11 juni 1825 – Paramaribo, 16 februari 1880) was in Suriname actief als politicus.
Hij is in 1850 aan de Universiteit Leiden in de rechten gepromoveerd op het proefschrift Specimen juridicum inaugurale de quaestione, an non-usu tollatur legum vis. Daarna vestigde Bosch Reitz zich in Suriname. In 1866 waren de eerste Surinaamse parlementsverkiezingen. Daarbij behaalde hij van alle kandidaten de meeste stemmen. Vanaf 1866 was hij de vicevoorzitter tot hij in mei 1873 opstapte als Statenlid. De gouverneur benoemde Bosch Reitz in 1874 zowel als Statenlid als voorzitter wat hij bleef tot juni 1876 toen hij ontslag nam als lid en voorzitter. Krap vier jaar later overleed hij op 54-jarige leeftijd.